# PSR B1257+12 A
PSR B1257+12 A（固有名:Draugr）は、おとめ座の方角に約980光年の位置にある太陽系外惑星である。この惑星はパルサーPSR B1257+12の惑星系を構成する最も内側のパルサー惑星である。1997年に、この惑星は実は太陽風の影響による錯覚だという主張がなされたが、この主張は未だ証明されていない。月の2倍程度の質量を持つ。

## 名称
PSR B1257+12の惑星は、距離が大きくなるにつれてAからDの番号が付けられている。これらの名前の付け方が通常の太陽系外惑星と異なるのは、主に発見時期が原因である。パルサーに最初に2つの惑星が発見されると、通常の惑星と同じ順番で大文字の"B"、"C"と名付けられた。その後3番目の惑星が最も内側に発見されると、"A"と名付けられた。太陽に似た恒星の周りに初めて発見された太陽系外惑星であるペガスス座51番星bからは命名基準通りの命名が行われるようになったが、これらのパルサー惑星の名前は、改名されなかった。Extrasolar Planets Encyclopaediaでは、PSR B1257+12Aは、"PSR 1257+12b"として収録されている。
国際天文学連合が2015年に承認した固有名は Draugr (北欧神話のアンデッドのドラウグより)。